# Slottsträdgården, Malmö

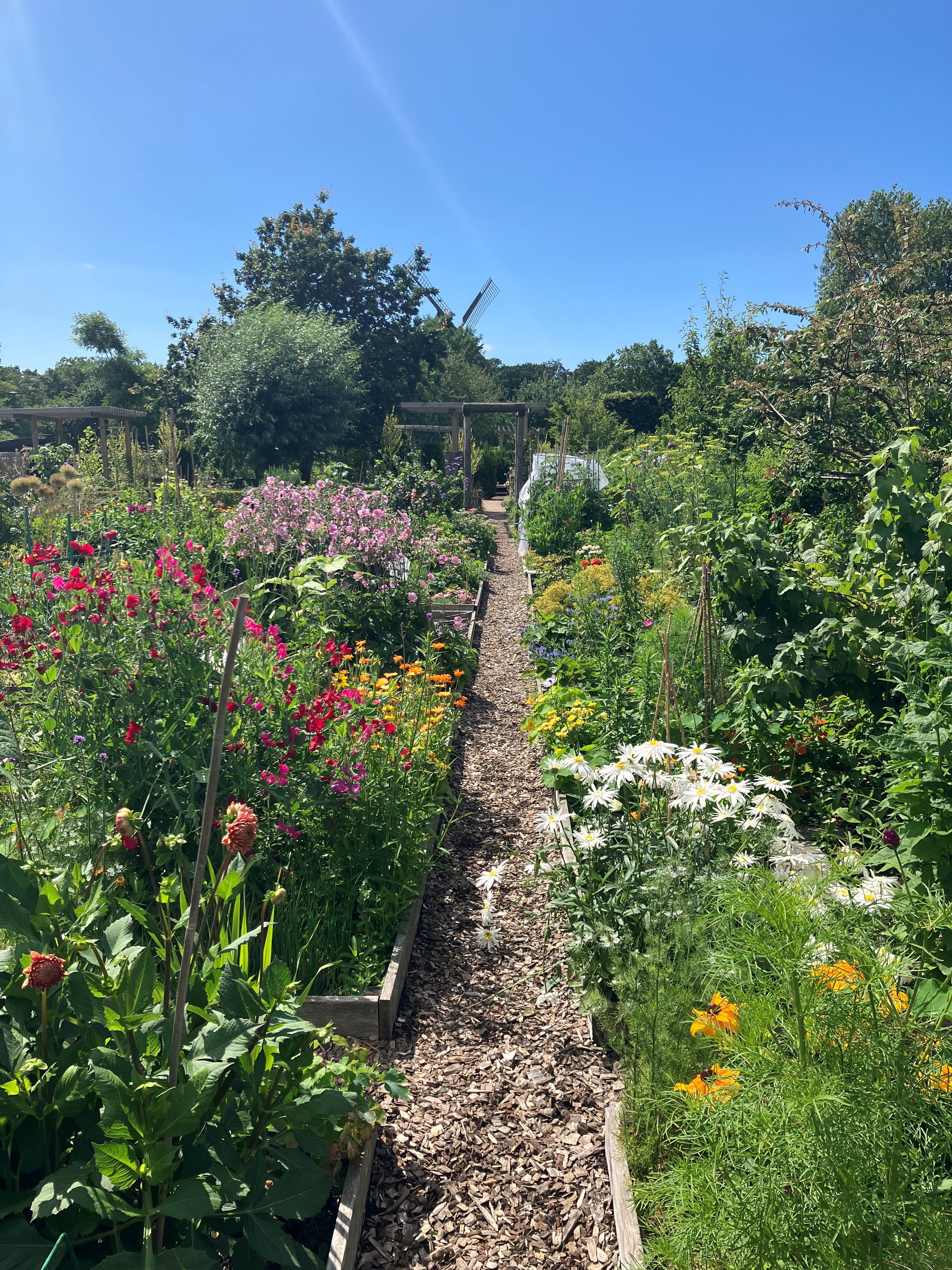
Slottsträdgården sommaren 2024. I bakgrunden syns Slottsmöllan.

Slottsträdgården är en öppen ekologisk trädgård i centrala Malmö som ligger på det gamla citadellområdet vid Malmöhus slott, mellan de två parkerna Slottsparken och Kungsparken. 

## Historia[1]
På platsen låg det tidigare Malmö Stads trädgårdsmästeri men platsen låg öde tills att ett gäng Malmöbor fick en idé om att skapa en trädgård mitt i stan som alla fick ta del av. De bildade föreningen Slottsträdgårdens vänner. 
Det fanns många hinder för planerna att skapa trädgården, bland annat ett byggförbud och problem med finansieringen. Men arbetet med att skapa trädgården kunde påbörjades 1997 efter att en privatperson skänkt sin kolonistuga som fanns på platsen till föreningen. I den blev det snabbt en kaféverksamhet som finns kvar än idag, men kaféet har sen dess blivit utbyggt och renoverat. Intäkterna från kaféet och grönsaksförsäljning samt en större summa donerade pengar från Malmö Förskönings- och planteringsförening gjorde att Slottsträdgårdens vänner kunde anlita trädgårdsmästaren John Taylor. Den officiella invigningen skedde 8 Maj 1998. 1999 byggdes trädgårdsbron som knyter samman Slottsträdgården med Slottsparken. Trädgården drevs av föreningen Slottsträdgårdens vänner fram till 2003. Sen dess har trädgården drivits av Malmö Stad.

## Slottsträdgården

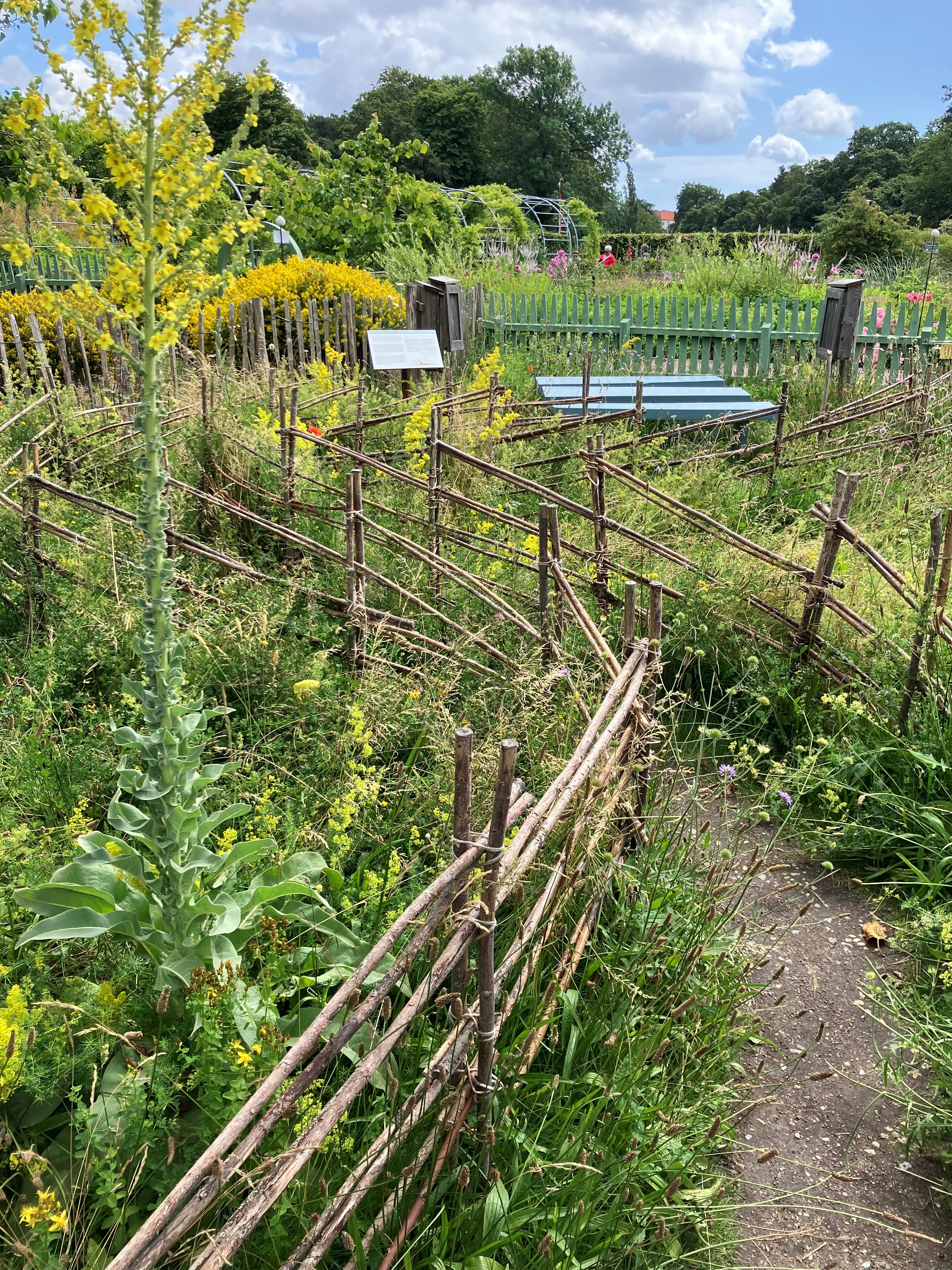
Linnéträdgården, en av temaparkerna i Slottsträdgården.

Slottsträdgården är totalt 1,2 hektar stor och består av flera små trädgårdar och gröna ytor. Det finns bland annat plantskola, grönsaksland, rabatter, äng och tematrädgårdar. Det finns över 60 odlingslotter som privatpersoner som är medlemmar i föreningen Slottsträdgårdens vänner sköter.
Vartannat år anordnas Malmö Garden Show i Slottsträdgården och på närliggande Mölleplatsen.

## Insektshotellet

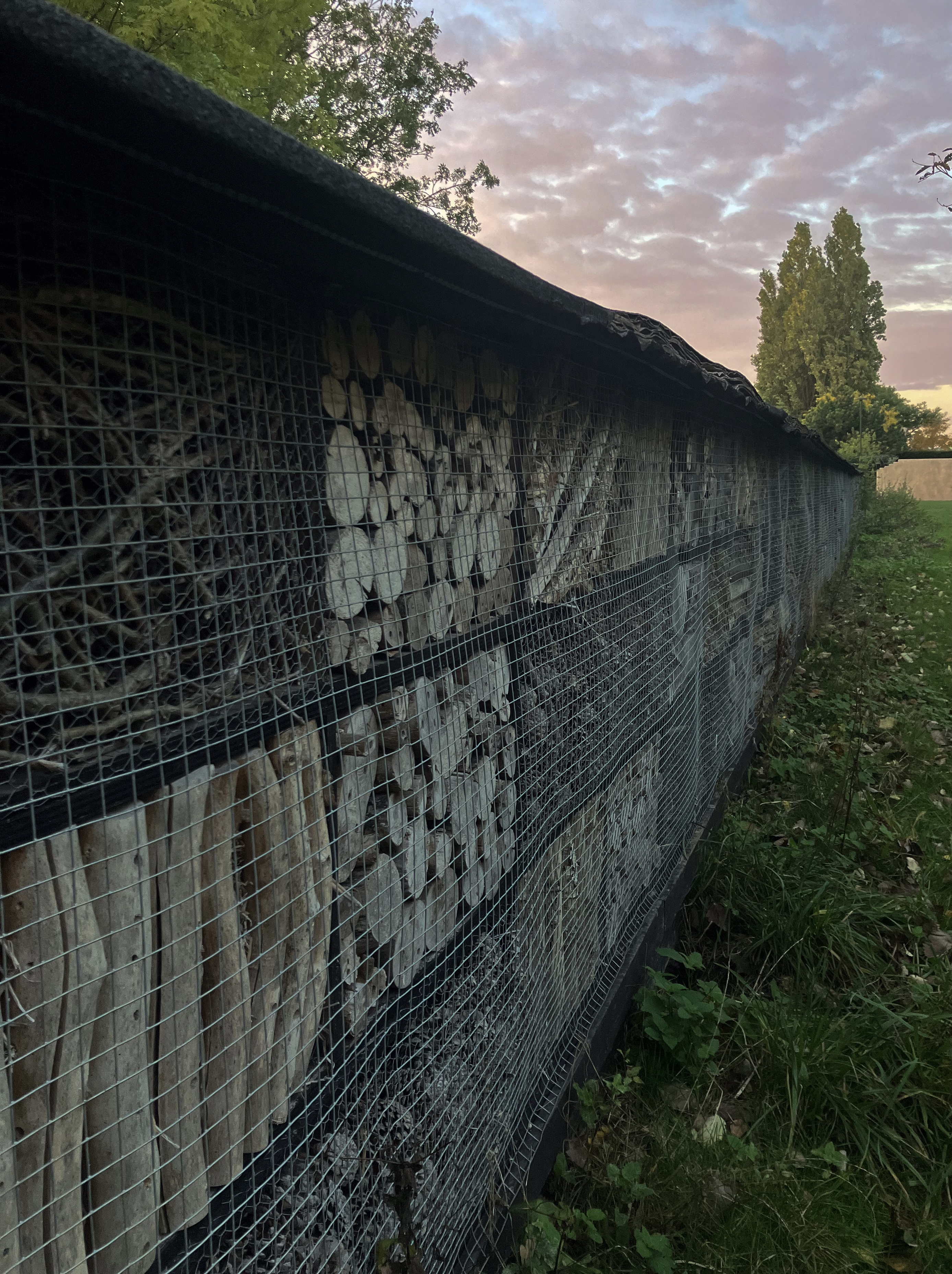
Insektshotellet i Slottsträdgården.

Insektshotellet i trädgården är 25 kubikmeter stort, 47 meter långt och har rum på båda sidorna och var när det invigdes 2019 inofficiellt världens största insektshotell. Det blev inget officiellt rekord då Malmö stad aldrig registrerade det i Guinness World Records. Anledningen ska bland annat ha varit att det kostade för mycket pengar.